# Charles Routier de Romainville
Pour les articles homonymes, voir Routier et Romainville (homonymie).
Charles Routier de Romainville, né à Paris en 1739 et mort à Saint-Louis (La Réunion) le 16 février 1808, est un ingénieur-cartographe français.

## Biographie
Ayant intégré l’armée en 1756, Routier fut blessé en août 1762 à la bataille de Johannesberg. Nommé instructeur-géographe aux Malouines, il embarque sur l’Aigle le 6 octobre 1764 et est promu lieutenant en novembre. À son arrivée aux Malouines, il y élabore un plan pour une nouvelle colonie, nommée « Ville Dubuc », et reste dans les îles jusqu’à la fin d’avril 1767, date à laquelle il s’embarque sur la Boudeuse à destination de Rio de Janeiro. Les Espagnols lui ayant offert un poste, avec le grade de capitaine, il refusa, préférant rejoindre, comme cartographe et dessinateur, la flute l’Étoile dans son premier voyage autour du monde entrepris par des Français.
Au cours de ce voyage, Routier s'avéra, comme en témoignent les planches insérées dans le Voyage autour du monde de Bougainville, autant dessinateur que cartographe, dessinant un certain nombre de cartes ainsi que quelques « charmants croquis », dont beaucoup sont perdus. Après avoir quitté l’expédition à l’Isle de France, il y reste jusqu’à la fin de 1769, avant d’être nommé au régiment de Pondichéry. De retour à l’Isle de France en 1772, il fut envoyé prendre possession des Seychelles. Malgré le rôle accordé à Charles Brayer du Barré dans la fondation de la colonie, c’est lui qui crée réellement la colonie, fondant officiellement un village en 1778, sous le nom d’Établissement du Roi, regroupant, outre sa résidence, un centre médical, une prison, un magasin, un bâtiment d'habitation. En août 1779, il est promu au rang de capitaine et, en mai 1781, ingénieur en chef sur l’Isle de Bourbon.
À la fin de 1781, il démissionne et les détails du reste de sa carrière se font rares. En 1792, il demande la croix de Saint-Louis, mais le moment n’était guère propice car cet ordre royal fut aboli par la République naissante la même année. Lorsqu’en 1818, un de ses parents s’enquit de son sort auprès de la Marine, il lui fut répondu qu’il était inconnu au ministère.

## Hommage

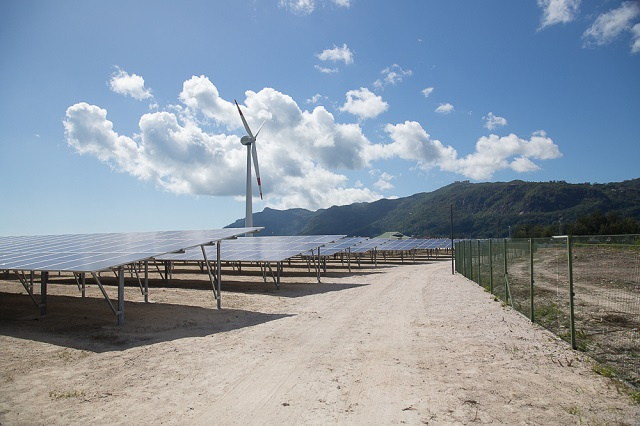
Vue de l'île de Romainville.

L’île artificielle de Romainville créée en 2000 aux Seychelles a été nommée d’après lui.

## Publications
- Carte du Détroit de Magellan dressée et corrigée sur les voyages des vaisseaux l’Aigle en 1765, l’Étoile et l’Aigle en 1766, la Boudeuse et l’Étoile en 1767 et 1768
- Isle Seychelle avec le plan particulier de l’établissement du roy. Plus bas le plan détaillé de chacque ouvrage
- Plan d’une partie de la côte de l’Est de L’Isle de Madagascar…

## Sources
- (en) Louis-Antoine de Bougainville et John Dunmore, éd., The Pacific Journal of Louis-Antoine de Bougainville, 1767-1768, Londres, The Hakluyt Society, coll. « Works issued by the Hakluyt Society / 3 » (no 9), 2002, lxxvii, 322, 26 cm (ISBN 978-0-904180-78-7, ISSN 0072-9396, lire en ligne), p. xxxix.